# Espaço urinário
Em anatomia renal, o espaço urinário ou espaço de Bowman é o espaço entre o folheto visceral e o parietal da cápsula de Bowman. A cápsula de Bowman envolve o glomérulo, sendo formada por uma camada de células aderidas ao glomérulo (folheto visceral, formado pelos podócitos) e uma camada mais externa, o folheto parietal. O filtrado produzido no glomérulo acumula-se no espaço urinário, de onde segue para o túbulo proximal.